# Миколай Гербурт (кам'янецький каштелян)
Миколай Гербурт гербу власного (Павча) з Фельштина (пом. 21 лютого 1639) — польський шляхтич, військовик, урядник Корони Польської Речі Посполитої. Представник роду Гербуртів.

## Життєпис
Батько — Ян Гербурт, скальський староста, матір — Констанція.
Уряди (посади): кам'янецький каштелян (з 16 вересня 1635 року до смерті, попередник на посаді Олександр Пісочинський), староста скальський, тлумацький, уланівський. В Александера Замойського у 1637 році купив Купин. Був похований у домініканському костелі Божого Тіла у Львові. 
Дружина — Анна з Жолкевських, діти:
- Констанція (Анна[джерело?]) — дружина польного коронного писаря Яна Сапіги
- Зузанна — дружина Франциска Стадницького, Константія Ободенського[3].